# Stara proza. Nowe wiersze

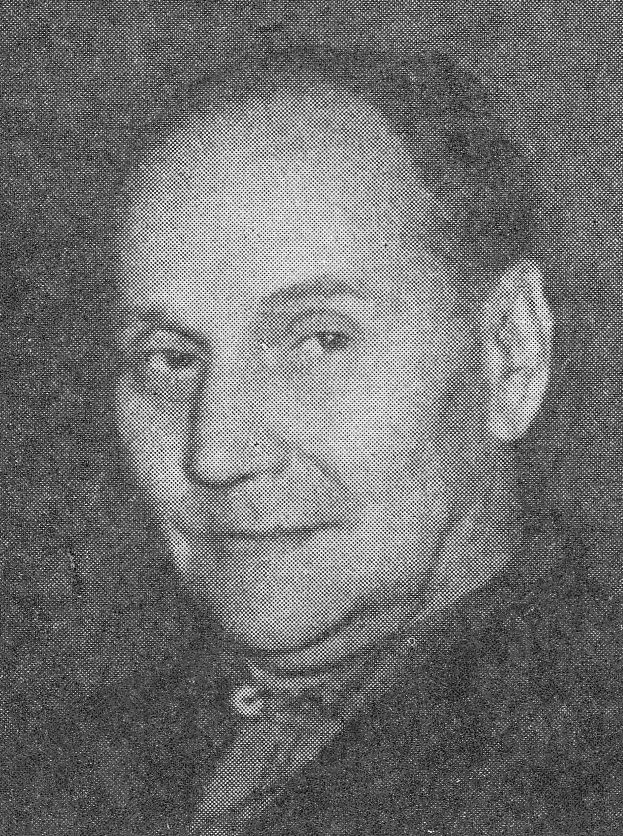
Miron Białoszewski (1983)

Stara proza. Nowe wiersze – poezje Mirona Białoszewskiego wydane w 1984 roku w Warszawie.

## Opis
Książka dzieli się na dwie części. Pierwszą stanowią krótkie opowiadania z tomów Donosy rzeczywistości, Szumy, zlepy, ciągi, Rozkurz, Przepowiadanie siebie i Nowe prozy. 
Druga część to zbiór wierszy: Namysły i rozmysły, Przesuwy chęci, W hotelu, Spania (sen), Korytarzowiec, Wiersze bez bicia, Przejście 1, Przejście 2, Trawopis, Domki i psy w lesie tej planety, Słońce puściło tuby, Życie i współ, Fafultety, Po Dziadku, Ballada bez porwania, Fermanta, Denderowianka, Kaktus Feluni, Potrzeby, Wypadkowa, Dyszel Wielkiego Wozu, Kuzynka czyli moloyoga, Strachy i wykroje, Dawne imieniny na wsi, Wiersze o ścianę, Po ostatnich podrygach, Wiersze baby z bloku (Ja czarownica? - dobrze, Spięcie, Ja do niego, Podjęcie, Prze..., Wró..., Co się stałoż?, Mrówki blokówki, Wiersz baby z bloku, Wiersz baby z drugiego bloku).